# Rjevka (Tambov)
|  | Per a altres significats, vegeu «Rjevka». |

Rjevka (en rus: Ржевка) és un poble de l'óblast de Tambov, a Rússia, segons el cens del 2010 no tenia cap habitant.